# Panorama (revista portuguesa de arte e turismo)
 Panorama: revista portuguesa de arte e turismo foi uma revista publicada em Lisboa entre 1941 e 1973.

Bernardo Marques, capa da revista Panorama, nº 1, 1941

A revista foi editada mensalmente pelo então denominado Secretariado de Propaganda Nacional (S.P.N.) – renomeado Secretariado Nacional de Informação, Cultura Popular e Turismo (S.N.I.) em 1945 –,  sob a superior direção de António Ferro (até 1949) e tendo como primeiro diretor gráfico Bernardo Marques. A 1.ª Série, 1941-1949, claramente associada a  uma fase de forte afirmação ideológica do “Estado Novo”, deixa explicito o seu  objetivo  no preâmbulo:  «integrar os portugueses no pensamento moral que deve dirigir a Nação”.  Colaboram na Panorama um conjunto de individualidades  de reconhecido talento na área das letras tais como: Teixeira de Pascoaes, Almada Negreiros, Aquilino Ribeiro, Ruy Cinatti, Vitorino Nemésio, Natércia Freire, entre outros –  destaque também para as capas e ilustrações da autoria de  alguns representantes do modernismo português, como o dito Almada,  Bernardo Marques, Carlos Botelho, Mily Possoz, Manuel Ribeiro de Pavia, Paulo Ferreira, Thomaz de Mello, .    Seria dirigida graficamente por Júlio Gil depois de uma interrupção em 1950. "Bem paginada e ilustrada, documentalmente, com colaboração de bons desenhadores e excelentes capas (Bernardo Marques, Emmerico, Paulo, Ofélia, Anahory, Lapa), Panorama tinha menor interesse nos textos publicados, de carácter magazinesco, embora com algumas assinaturas de relevo (J. Osório de Oliveira, Reynaldo dos Santos, Reis Santos, Diogo de Macedo, João Couto)".
Em grande parte consagrada às artes plásticas, área em que desempenhou um papel de modernização, abarcou também as artes de carácter decorativo e de atração turística, domínios em que a própria revista lançou iniciativas de relevo, em consonância com a função cultural e propagandística da instituição editora. Os números da primeira série (década de 1940) prestaram especial atenção à pintura, escultura, desenho e arquitetura, sobretudo para sublinhar a ação fomentadora do Estado Novo. Posteriormente e através de uma maior acentuação política, a revista entrou em franca decadência cultural. A vinculação política de carácter oficial levou Panorama a documentar sobretudo as iniciativas do SPN-SNI e as suas exposições, ignorando outras, como as Exposições Gerais de Artes Plásticas, a exposição Surrealista de 1949 e outras, de carácter identicamente modernizante contestatário, nas décadas seguintes.